# Monastère d'Unterzell
Le monastère d'Unterzell était un ancien monastère de prémontrés à Zell am Main près de Wurtzbourg en Bavière dans le diocèse de Wurzbourg. Il a été le théâtre de la dernière condamnation à mort d'une présumée sorcière en Allemagne en 1749, de la croissance économique de Zell au XIXe siècle, à la suite de l'implantation d'une communauté juive et entièrement restauré après les bombardements de la Seconde Guerre mondiale. L'église abbatiale est aujourd'hui occupée par la Communauté luthérienne de Wurtzbourg. 

## Histoire
Dédié à Marie et à Cécile de Rome, le monastère d'Unterzell a été fondé vers 1230 par Hermann Ier de Lobdebourg. Comme évêque de Wurtzbourg, il a déplacé le couvent, qui était affilié au monastère d'Oberzell[pas clair]. Des fermiers rebelles ont pillé ce couvent en 1525 pendant la guerre des Paysans allemands. En 1562, sous le prince-évêque Friedrich von Wirsberg, il passe sous l'administration de l'évêché de Wurtzbourg. En 1642, un nouveau couvent de religieuses est formé. 

### Procès de sorcières
Un chapitre sombre de l'histoire du monastère d'Unterzell est le sort de la sous-prieure Maria Renata Singer von Mossau, qui a été condamnée à mort et exécutée en 1749 lors de la dernière chasse aux sorcières dans l'évêché de Wurzbourg. Le monastère a été dissous en 1803 et vendu. La salle de l'église a été temporairement utilisée comme chèvrerie. Le maître-autel et deux autels latéraux ont été déplacés pour le quartier d'Oberdürrbach à Wurzbourg.

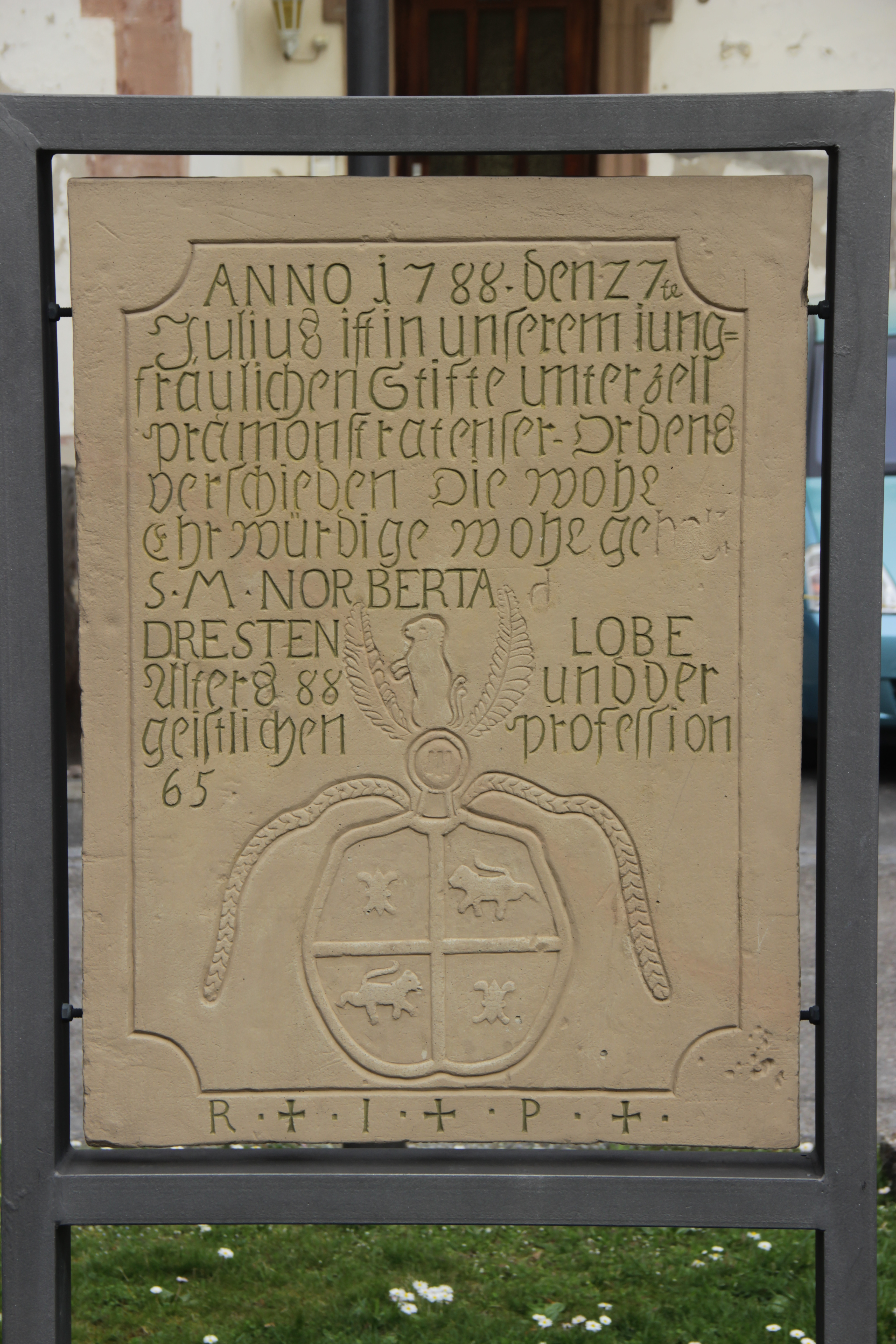
Pierre tombale dans les ruines du monastère
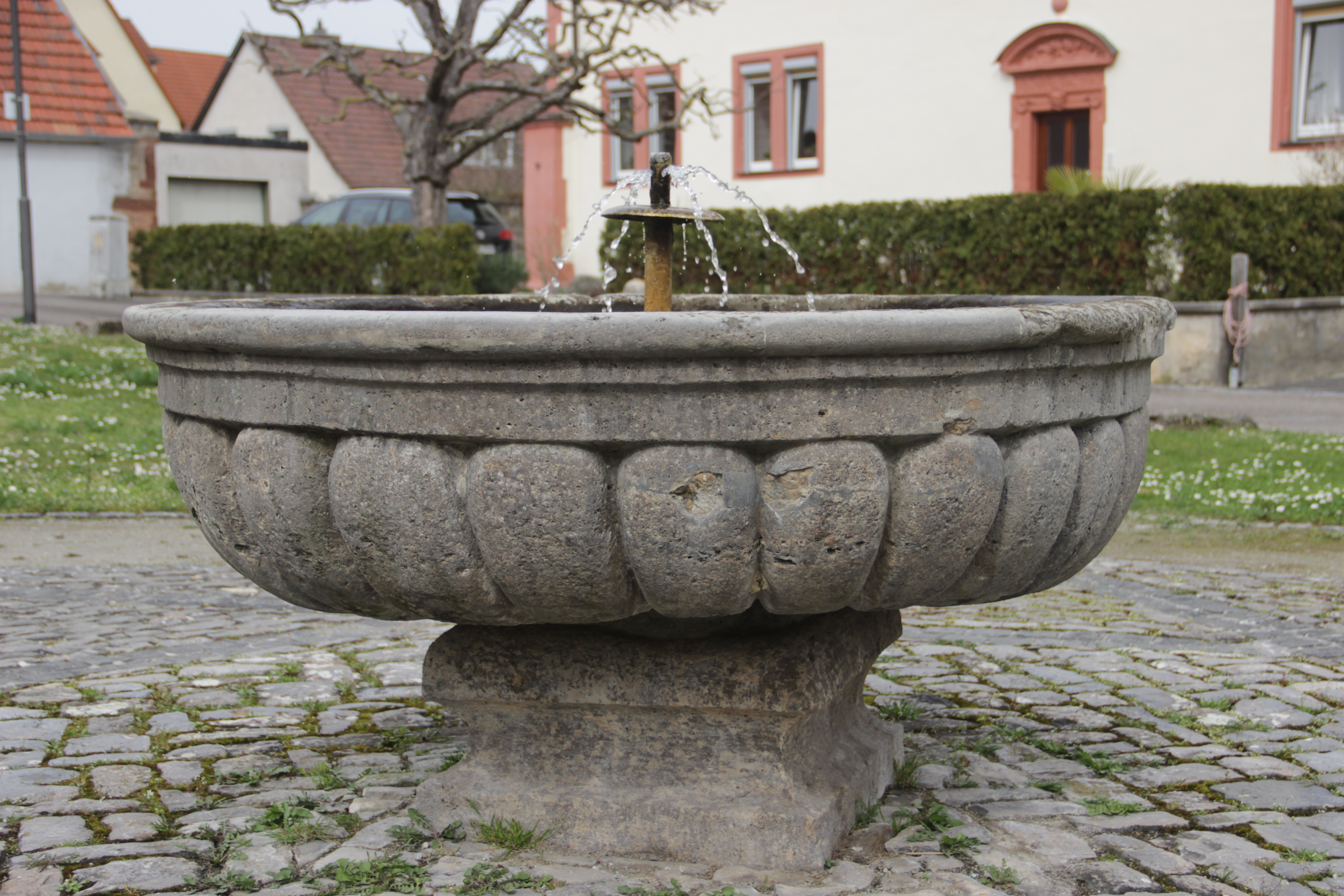
Fontaine (XVIIe siècle)

### La vie juive dans l'ancien monastère
Au cours des émeutes de Hep-Hep en 1819, de nombreux étudiants de la yeshiva et d'autres Juifs ont fui Würzburg. Parmi ces fugitifs, le rabbin Mendel Rosenbaum achète l'ancien monastère et s'y installe en 1822 avec sa famille et Lazare Bergmann . Ils y fondèrent une nouvelle communauté juive d'autres réfugiés et par la suite une école talmudique . Après son aliyah avec sa femme et ses enfants en 1834, le fils aîné de Mendel Rosenbaum, Moses Rosenbaum, a poursuivi l'entreprise.
Les entreprises de la communauté juive d'Unterzell et  l'usine de fabrication de presses rotatives basée à Oberzell, propriété de Friedrich Koenig et Andreas Bauer ont été décisives pour qu'Oberzell et Unterzell soient combinés sous le nom de Zell am Main en 1833 et deviennent une place commerciale.
Un raid aérien le 31 mars 1945 – après le bombardement sur Wurtzbourg du 16 mars 1945 - détruisent le monastère et l'église. Le bâtiment du monastère a été transformé en appartements après-guerre , tandis que l'église est laissée à l'état de ruine.

### Reconstruction de l'église à partir de 1971
L'église appartenait à un agriculteur à la retraite Heinrich Weckesser, sa fille et son mari. Selon ses propres déclarations, Heinrich Weckesser serait né dans le chœur, qui servait alors de lieu de vie. La voûte au-dessus de la nef risquant de s'effondrer, le bureau de district de Würzbourg en ordonne la démolition par décret en décembre 1966. Son propriétaire n'ayant pas les moyens de payer la démolition, le juriste et conseiller régional Hans-Joachim Wachsmuth (de) envisage de vendre les ruines de l'église à un acheteur qui pourrait en supporter les frais de démolition. Il pense notamment à l'église protestante locale qui n'a pas son propre bâtiment cultuel pour célébrer ses services religieux et utilise des bâtiments municipaux. Cette solution est rejetée dans un premier temps par le propriétaire.
Face à ce refus et pressé de régler les risques d'effondrement, Wachsmuth contacte le doyen du synode luthérien de Wurtzbourg, en janvier 1967. Ce dernier est séduit par la proposition et préconise l'achat des ruines au Conseil de l'Église évangélique protestante de Munich. Hans Wachsmuth contacte le conservateur en chef de l'Office pour la préservation des monuments historique de Bavière et le preneur reçoit une première subvention pour la préservation des ruines de l'église. Le district du district de Wurtzbourg et l'État de Bavière financent également l'opération. Le contrat de vente avec les copropriétaires est signé en septembre 1967 à Wurtzbourg.
La supervision de la mise en sécurité et de conception est confiée à l'officier des bâtiments du  Conseil de l'Église luthérienne d'État. Ils ont été réalisés selon les spécifications de l'Office d'État pour la protection des monuments. L'intérieur de l'église comprend non seulement un chœur, mais aussi la partie orientale de la nef, couverte d'un toit plat, jusqu'au bord ouest de la paire de tours. Les murs d'enceinte de la nef ont pu être conservés dans toute leur hauteur et sécurisés depuis les tours jusqu'au mur pignon ouest. Les vestiges du mur du transept délimitent un petit jardin.

### Note
- (de) Cet article est partiellement ou en totalité issu de l’article de Wikipédia en allemand intitulé « Kloster Unterzell » (voir la liste des auteurs).